# Kameropera
Een kameropera is een operagenre dat uitgevoerd wordt op kleinere schaal dan gebruikelijk is bij opera, waardoor een intiemere vorm van opera verkregen wordt.
De uitvoering geschiedt veelal door een klein gezelschap, tezamen met een bescheiden kamerorkest en is bedoeld voor de kleinere theaters.
Hoewel de oorsprong van de kameropera teruggaat tot de 17de eeuw, wordt hij meestal verbonden met 20e-eeuwse opera's, zoals Ariadne auf Naxos (1916) van Richard Strauss, Cardillac (1926) van Paul Hindemith, The Rake's Progress (1951) van Igor Stravinsky en The Turn of the Screw (1954) van Benjamin Britten. Een modernere variant van een kameropera is One (2002) van de Nederlandse componist Michel van der Aa. Maarten Vonder en Tom Löwenthal bewerkten in 1987 het korte verhaal Met een been in het graf van Maarten Biesheuvel tot een kameropera.